# Lena
Lena (rusko Лена) je reka na severovzhodu Rusije v vzhodni Sibiriji. Izvira na nadmorski višini 1.640 m, 54° 10' severne zemljepisne širine in 107° 55' vzhodne zemljepisne dolžine v Bajkalskem gorskem grebenu, vsega 20 km zahodno od Bajkalskega jezera. Reka se izliva v Severno Ledeno morje. Dolžina njenega rečnega toka je 4.270 km (3.380 od tega, od Ust-Kuta do izliva, je plovni tok), s čimer je druga najdaljša reka v Rusiji za Amurjem z njegovima pritokoma Šilko in Ononom (4.415 km), in deveta najdaljša reka na Zemlji. V srednjem toku doseže reka širino do 15 km, širina struge in rečnega ustja pa od 20 do 25 km.
Po izviru Lena v polkrogu obkroži zahodno obalo Bajkalskega jezera, v kraju Ust-Kut jo prečka bajkalsko-amurska magistrala, zatem se usmeri proti severovzhodu. Pri Kirensku se ji z desne pridruži Kirenga, pri kraju Vitim istoimenski pritok, tudi z desne. Zatem teče v smeri vzhoda, z desne se ji pri Oljokminsku pridruži Oljokma. Smer vzhoda obdrži vse do Jakutska, kjer se obrne proti severu in vstopi v nižino. Po pritoku Aldana z desne pri kraju Batamaj usmeri Verhojansko gorovje njen tok proti severozahodu. Po sotočju s svojim najpomembnejšim levim pritokom, Viljujem severno od kraja Promišleni, se njen tok obrne znova proti severu in ostane tak vse do izliva v Morje Laptevov, dela Severnega Ledenega morja, v katerega vsako leto nateče 540 km3 Lenine vode. 
Delta Lene, zahodno od Novosibirskih otokov obsega 28.000 km²; v njej se Lena razdeli na sedem glavnih rokavov, od katerih je najpomembnejši najvzhodnejši, Bikovski. Obseg njene delte je zapisan v Guinessovi knjigi rekordov. Njeni glavni pritoki Vitim, Oljokma, Aldan in Viljuj po dolžini prekašajo veliko pomembnih evropskih rek. V reko se steka vsaj 500 pritokov dolžine nad 10 km, skupna dolžina vseh njenih pritokov pa znese nad 50 tisoč km.
Porečje Lene ocenjujejo na 2.500.000 km². To je ozemlje enako ozemlju večine vzhodnoevropskih držav skupaj s Francijo in Španijo. Pri Jakutsku je plovba možna praktično od sredine maja do konca oktobra, pri Kirensku pa od začetka maja do konca oktobra. Med mestoma je v sezoni slabih pet mesecev redna rečna povezava. Reka do izliva teče še vsaj 800 km nad severnim tečajnikom. V peščenih nanosih Vitima in Oljokme izpirajo zlato, v delti Lene pa so našli mamutove okle. Na reki ni splavarjev, hidroelektrarn ali jezov tako, da je njen tok skoraj takšen, kakršen je bil pred milijoni let.
Večina raziskovalcev je mnenja, da ime Lena izvira iz eveno-evenkovskega imena Elju-Ene, kar pomeni »velika reka«. Ena od razlag navaja, da ime izhaja tudi od kozakov. Vladimir Iljič Uljanov je po njej povzel svoj nadimek Lenin.